# 楊爾德
楊爾德，字質為、一字升聞，浙江嘉善（今浙江省嘉善縣）人，清朝政治人物。
康熙五十七年（1718年）戊戌科进士，改庶吉士。康熙六十年，授翰林院检討。雍正年間，任禮科給事中。雍正五年，任提督廣東學政。